# 吉斯勒馬爾
吉斯勒馬爾（法語：Ghislemar，—685年），是7世紀末紐斯特里亞宮相，在提烏德里克三世統治期間於於684年至685年間擔任紐斯特里亞宮相。吉斯勒馬爾是宮相瓦拉托與其妻子安塞弗蕾德的兒子。

## 生平
681年，宮相埃布羅因被財政官員埃爾門弗雷德（Ermenfred）刺殺，後者攜財物逃往奧斯特拉西亞宮廷。紐斯特里亞王國的貴族集會後，選擇由埃布羅因的親屬瓦拉托繼任宮相。瓦拉托權力薄弱，貴族此舉旨在維持自身獨立性，但瓦拉托實際是魯昂地區的重要地主。
按法蘭克法律，瓦拉托應為前任復仇，即攻擊庇護兇手的奧斯特拉西亞。然而，瓦拉托選擇與奧斯特拉西亞的宮相埃斯塔勒的丕平和解。此舉頗為微妙，因兩王國雖由敵對宮相治理，卻同屬國王提烏德里克三世統治。此和平協議引發部分貴族不滿，反對勢力集結於瓦拉托之子吉斯勒馬爾周圍，並於683年推翻其父。
吉斯勒馬爾進攻奧斯特拉西亞，並於684年在那慕爾附近擊敗丕平，但不久後去世，瓦拉托得以重掌宮相之位。兩年後瓦拉托去世，其遺孀成功推舉女婿伯查爾繼任。
|  | 面對局勢，法蘭克人召開會議，推舉顯赫的瓦拉托接任宮相。為此，瓦拉托從公爵丕平處取得人質，雙方達成和解。瓦拉托有一子名吉斯勒馬爾，機敏果決、善於謀略，代其父掌管宮廷。他憑狡詐手段篡奪父職。聖烏安主教屢次勸誡，促其與父和解並求寬恕，然吉斯勒馬爾心硬不從。 丕平與吉斯勒馬爾爭端頻起，內戰不斷。吉斯勒馬爾進軍那慕爾對抗丕平軍隊，偽立誓言，屠戮其軍中眾多貴族。歸國後，因忤逆其父、多行惡事詐術，吉斯勒馬爾遭神罰，罪有應得，魂逝而終。其死後，瓦拉托重掌舊職。 ——《弗雷德加編年史續編》 |

## 外部鏈接
- Charles Cawley. MedLands – Foundation for Medieval Genealogy , 编. . fmg.ac: Giselmar (-[685]).   [04/2022]. mdlnds_giselmar. （原始内容存档于2012-03-02） （英语）.

| 吉斯勒馬爾 逝世於：684年 | 吉斯勒馬爾 逝世於：684年   | 吉斯勒馬爾 逝世於：684年 |
| ------------------------ | -------------------------- | ------------------------ |
| 前任者： 吉斯勒馬爾      | 紐斯特利亞宮相 684年—685年 | 繼任者： 吉斯勒馬爾      |